# 上保谷村
上保谷村（かみほうやむら）は、かつて埼玉県新座郡に存在した村。1889年（明治22年）、町村制施行に際して廃された。その後、旧村域は北足立郡を経て、東京府北多摩郡に編入されている。
現在の東京都西東京市東南部（住吉町、泉町、中町、富士町、保谷町、東伏見、柳沢、およびひばりが丘北、栄町の一部）に相当する。

## 地理
上保谷村は新川沿いに開けた集落である。新川の水量は少ないため、水田は少なく畑が多かった。

## 歴史
村の起源は明らかでないが、伝承では、1081年（永保元年）に新倉の住人板倉四郎左衛門のもと保谷・下田・岩崎・中村・野口・桜井の六氏（保谷六苗）により開発されたとされている。初期の村域は現在の住吉町・泉町地域だったと考えられ、村の惣鎮守の尉殿権現（現尉殿神社）や保谷四軒寺と呼ばれる寺院もこの地域に集中している。
その後、享保期（1716年 - 1735年）以降に現在の新町の地域が開墾され、後に上保谷新田村として独立した。なお、江戸期、村は3つの組に分かれ、それぞれに名主と組頭を置き、村内の有力農民が交代でこれらの役に就いていた。

### 年表
- 1884年（明治17年）4月1日 - 連合戸長制施行。
  - 上保谷村、下保谷村、上保谷新田村、小榑村、橋戸村の5箇村で保谷村連合となる。
- 1889年（明治22年）4月1日 - 町村制施行に伴い、明治の大合併が起こる。
  - 上保谷村、下保谷村、上保谷新田村の3箇村が合併し、埼玉県新座郡保谷村が成立、上保谷村は消滅する。
  - 小榑村と橋戸村の2箇村も合併し埼玉県新座郡榑橋村となる。
- 1896年（明治29年）3月29日- 新座郡が北足立郡へ編入、保谷村も北足立郡の所属となる。
- 1907年（明治40年）4月1日- 埼玉県北足立郡より東京府北多摩郡に移る。
- 2001年（平成13年）1月21日- 保谷市と田無市が合併し、西東京市が発足する。

## 寺院・神社
- 尉殿神社 （上保谷村の惣鎮守、尉殿権現）
- 寳晃院
- 寶樹院
- 如意輪寺
- 東禅寺

## 史跡
- 下野谷遺跡 （旧石器時代、縄文時代の遺跡）
- 東伏見稲荷神社遺跡 （旧石器時代、縄文時代の遺跡）